# Albert Akindès
Albert Akindès, né en 1912 à Allada au Dahomey (actuel Bénin) et mort en 1969, est un enseignant, directeur d'école, syndicaliste et homme politique dahoméen.

## Biographie

### Naissance, études et début professionnel
Issu de l'ethnie yoruba, Albert Akindès naît en 1912 à Allada au Dahomey. Il entre à l'École primaire supérieure Victor-Ballot à Porto-Novo et fait partie de la promotion 1927. Il part ensuite à Dakar au Sénégal pour ses études supérieures et intègre l'École normale William-Ponty,. Il en sort, en juin 1933, diplômé instituteur avec la mention assez bien et retourne dans son pays natal pour exercer son métier. Il obtient son affectation à Porto-Novo en septembre 1933. Plus tard, il dispense des cours à l'école régionale de Savalou, où il passe les épreuves du diplôme d'aptitude professionnelle. En mars 1940, il est muté à l'École primaire supérieure Victor-Ballot où il enseigne l'histoire, la géographie, la législation du travail et l'économie politique.

### Carrière syndicale et politique
Albert Akindès est un homme de combat, aussi bien syndicaliste que politique. Soucieux de la défense des droits et de la condition des travailleurs et particulièrement des enseignants, il est au cœur des luttes syndicales en tant que secrétaire général du Syndicat des enseignants du Dahomey de 1946 à 1959 et, jusqu'en 1960, de l'Union nationale des syndicats des travailleurs du Dahomey, la section dahoméenne de l'Union générale des travailleurs d'Afrique noire. Lors du congrès des enseignants du 10 au 14 août 1954, il est élu secrétaire adjoint de la branche locale de la CGT.
Il se présente aux premières élections permettant au Dahomey de se doter d'un Conseil général. Il figure sur la liste de l'Union progressiste dahoméenne, aux côtés d'Augustin Azango, d'Adrien Degbey et de Denis Djogo. La liste est inscrite au second collège, dans la 2e circonscription, cercles Athiémé-Ouidah, où quatre sièges sont à pourvoir. Albert Akindès est élu et devient conseiller général le 5 janvier 1947. Au cours de son mandat, il est élu secrétaire du bureau du Conseil général ; il devient également 
rapporteur de la commission des affaires sociales et membre de la commission des vœux.
Souhaitant conserver son siège, il se représente aux élections suivantes, en 1952, dans la circonscription de Ouidah, sur la liste de l'Union pour le développement économique et social de Ouidah-Allada mais ne parvient pas à se faire réélire.
Au cours de sa carrière politique, il est aussi cadre de l'Union démocratique dahoméenne, dont il est secrétaire aux affaires sociales, et du Parti démocratique dahoméen.
En août 1959, il est nommé représentant de la république du Dahomey au Conseil économique et social de la République française en compagnie de Gaston Nègre,.
Mis en disponibilité de l'Éducation nationale, il sert comme chef d'août 1959 à janvier 1960, puis directeur de janvier à novembre 1960, du cabinet de Gilbert Kpakpo, secrétaire d'État à la présidence du gouvernement du Dahomey, puis ministre d'État chargé de l'Information, de la Radiodiffusion et du Tourisme. À l'issue de cette expérience, Albert Akindès réintégre ses fonctions d'enseignant et est affecté au collège technique de Cotonou,.
Le 1er août 1963, après trente ans de carrière dans l'enseignement, il obtient le statut de « professeur des cours normaux et collèges d’enseignement général ».

### Retraite et décès
En octobre 1964, Albert Akindès fait valoir ses droits à la retraite et quitte la fonction publique. Il prend plus tard la direction du collège des Cheminots, une école privée.
Le 17 décembre 1967, un groupe de jeunes officiers de l'armée perpétue un coup d'État et renverse le général Christophe Soglo qui était au pouvoir depuis le 22 décembre 1965. Le lieutenant-colonel Alphonse Alley devient le nouveau chef de l'État. Ce dernier crée, le 25 janvier 1968, un comité constitutionnel chargé d'élaborer un avant-projet de Constitution. Albert Akindès y est nommé pour ses compétences.
Albert Akindès meurt en 1969, à l'âge de 56 ou 57 ans.

## Distinctions
- Officier de l'ordre du Mérite du Bénin (1963)[21].
- Commandeur de l'ordre du Mérite du Bénin (1970)[22].